# Michael Sandle

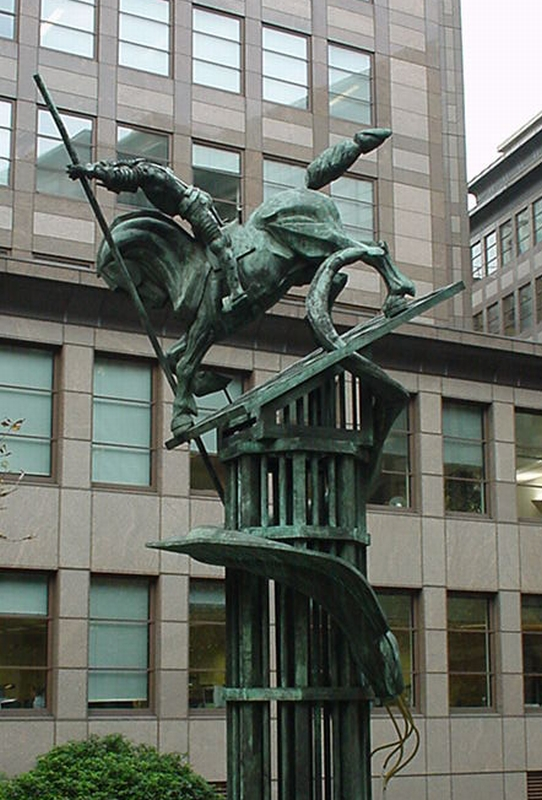
Skulptur in London

 Michael Sandle  (* 18. Mai 1936 in Weymouth, Dorset, Großbritannien) ist ein britischer Bildhauer und deutscher Hochschullehrer. Er gilt als ein wichtiger Vertreter der zeitgenössischen Bildhauerei. Sandle lebt und arbeitet in London, England.

## Leben und Werk
Michael Sandle studierte von 1951 bis 1954 an der Douglas School of Art and Technology auf der Isle of Man, er absolvierte seinen Wehrdienst in der Royal Artillery bis 1956. In dieser Zeit besuchte er Abendklassen am Chester College of Art. Von 1956 bis 1959 studierte er Grafische Techniken an der Slade School of Fine Art in London bei Anthony Gross, Lynton Lamb und Ceri Richards, auch bei Andrew Forge, Lucian Freud und Claude Rogers. Er unternahm Studienreisen durch ganz Europa mit einem französischen Stipendium.
Von 1970 bis 1973 lebte Sandle in Kanada. Er war Gastprofessor an der University of Calgary in Alberta bis 1971 und an der University of British Columbia (1971 bis 1972). Im Jahr 1973 zog er nach Deutschland und war von 1980 bis 1999 Leiter des Kunststoffinstituts und einer Bildhauerklasse an der Staatlichen Akademie der Bildenden Künste Karlsruhe.
Michael Sandle war Teilnehmer der Biennale von Paris 1967 und im Jahr 1968 mit einer Skulptur Teilnehmer der 4. documenta in Kassel. Michael Sandle ist seit 1973 Mitglied im Deutschen Künstlerbund. Er wurde 1989 zum Royal Academician ernannt.